# 路口乡 (修水县)
路口乡，是中华人民共和国江西省九江市修水县下辖的一个乡镇级行政单位。

## 行政区划
路口乡下辖以下地区：
卢桥村、黄桥村、路口村、仙桥村、柏林村和小塅村。